# Рубен Кано
Рубен Кано (ісп. Rubén Cano, нар. 5 лютого 1951, Сан-Рафаель) — іспанський футболіст аргентинського походження, що грав на позиції нападника. Найбільше відомий за виступами в мадридському «Атлетіко», у складі якого був чемпіоном Іспанії, а також у складі національної збірної Іспанії.

## Клубна кар'єра
Рубен Кано народився в Аргентині в сім'ї вихідців з Іспанії. У дорослому футболі дебютував 1970 року виступами за команду «Атланта» з Буенос-Айреса, в якій провів чотири сезони, зігравши у 161 матчі чемпіонату країни.
У 1974 році Рубен Кано повернувся на свою історичну батьківщину, де став гравцем клубу «Ельче».
У 1976 році Кано отримав запрошення до одного з найсильніших клубів Іспанії «Атлетіко» з Мадрида. Відіграв за мадридський клуб наступні шість сезонів своєї ігрової кар'єри. У першому ж сезоні в мадридському клубі став у складі «Атлетіко» чемпіоном Іспанії. Наступні п'ять років він був одним із гравців основи мадридського клубу, а також одним із кращих бомбардирів команди, відзначившись 82 забитими м'ячами в 168 проведених матчах.
Після закінчення сезону 1981—1982 років Рубен Кано став гравцем клубу третього іспанського дивізіону «Тенерифе», з яким вийшов до Сегунди, в якій грав у складі клубу з Канарських островів у сезонах 1983—1984 років та 1984—1985 років. У 1985 році став гравцем іншої команди Сегунди «Райо Вальєкано», в складі якої завершив виступи в кінці 1986 року.

## Виступи за збірну
1977 року Рубен Кано дебютував в офіційних матчах у складі національної збірної Іспанії. У складі збірної був учасником чемпіонату світу 1978 року в Аргентині, на якому грав у одному матчі групової стадії проти збірної Австрії, після якого іспанська команда завершила виступи на чемпіонаті. У складі збірної грав до 1979 року, провів у її складі 12 матчів, відзначившись 4 забитими м'ячами.

## Титули і досягнення
- Чемпіон Іспанії (1):

«Атлетіко» (Мадрид): 1976–1977